# Francesco Maria Schiaffino

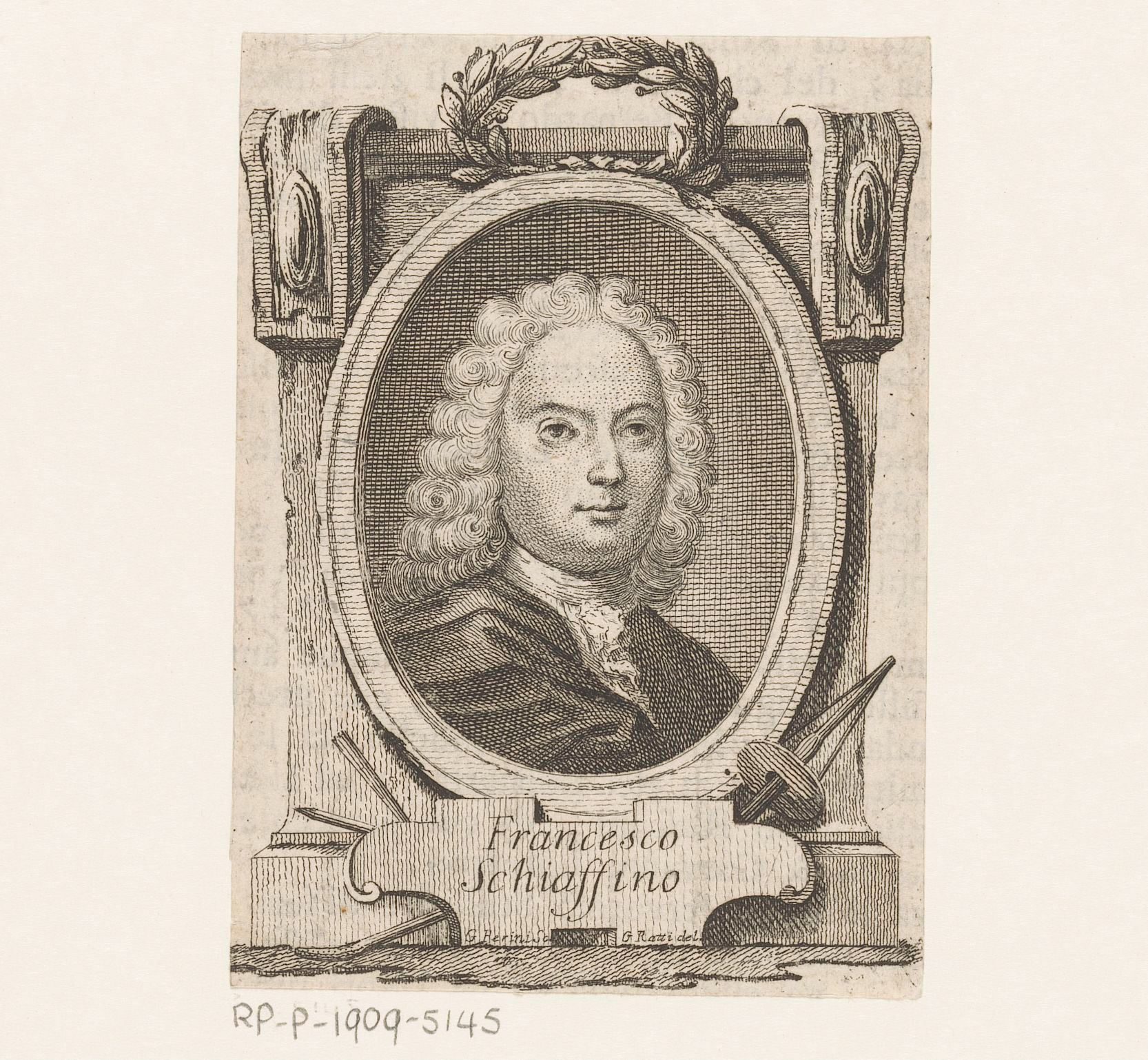
Francesco Maria Schiaffino

Francesco Maria Schiaffino (Genova, 1689 – Genova, 3 gennaio 1765) è stato uno scultore italiano dei periodi tardo barocco e Rococò, attivo soprattutto a Genova e in Liguria.

## Biografia
Francesco Maria Schiaffino, nato a Genova in una famiglia benestante, originaria di Camogli, si dedicò dapprima allo studio delle lettere, quindi il fratello maggiore Bernardo (già apprezzato scultore, che fu allievo di Filippo Parodi) lo indirizzò nell'arte della scultura, fornendogli i primi insegnamenti.
Visto il talento dimostrato, il fratello, tramite il famoso pittore Paolo Gerolamo Piola, lo indirizzò a Roma, nello studio di Camillo Rusconi.
Qui si trattenne per tre anni, dal 1721 al 1724, arricchendo il suo stile con influssi del Bernini e dello stesso Rusconi.
Tornato a Genova nel 1724 aprì insieme al fratello (morto prematuramente l'anno seguente) uno studio in via Giulia (l'attuale Via XX Settembre).
Lavorò prevalentemente per committenti locali (genovesi e liguri) anche se non mancarono, molto apprezzati, lavori per diverse corti europee: scolpì infatti alcuni busti in marmo dei componenti della famiglia reale spagnola e nel 1731 il grandioso Crocifisso con angeli commissionato dal re Giovanni V di Portogallo per la Basilica di Nostra Signora e di Sant'Antonio nel Palazzo Nazionale a Mafra in Portogallo.
A Genova, per il Palazzo Balbi Durazzo (ora noto come Palazzo Reale) scolpì, ispirandosi ad un'opera simile del Rusconi, il “Ratto di Proserpina”, che ancora vi è conservato.
Nel 1739, ispirandosi alle statue degli Apostoli del Rusconi in San Giovanni in Laterano a Roma, preparò i modelli per le statue in stucco di otto apostoli e quattro dottori della chiesa eseguite, sotto la sua supervisione, da Diego Francesco Carlone per la Basilica di Santa Maria Assunta di Carignano.
Nel 1747 scolpì una statua in marmo del maresciallo di Francia Louis François Armand du Plessis, Duca di Richelieu, in uniforme dell'Ordine dello Spirito Santo, oggi conservata al Museo del Louvre).
Su commissione del senato della Repubblica di Genova ne fece poi una copia da collocare nella sala del Consiglio del Palazzo Ducale, in omaggio al generale francese, che aveva difeso la Repubblica di Genova contro gli occupanti austriaci durante la guerra del 1746-1747.
Nel 1762 si ammalò, cessando praticamente l'attività. Morì a Genova il 3 gennaio 1765 e fu sepolto nella chiesa di San Domenico.
Tra i suoi allievi furono Giovanni Domenico Olivieri e il carrarese Carlo Cacciatori.

## Altre opere

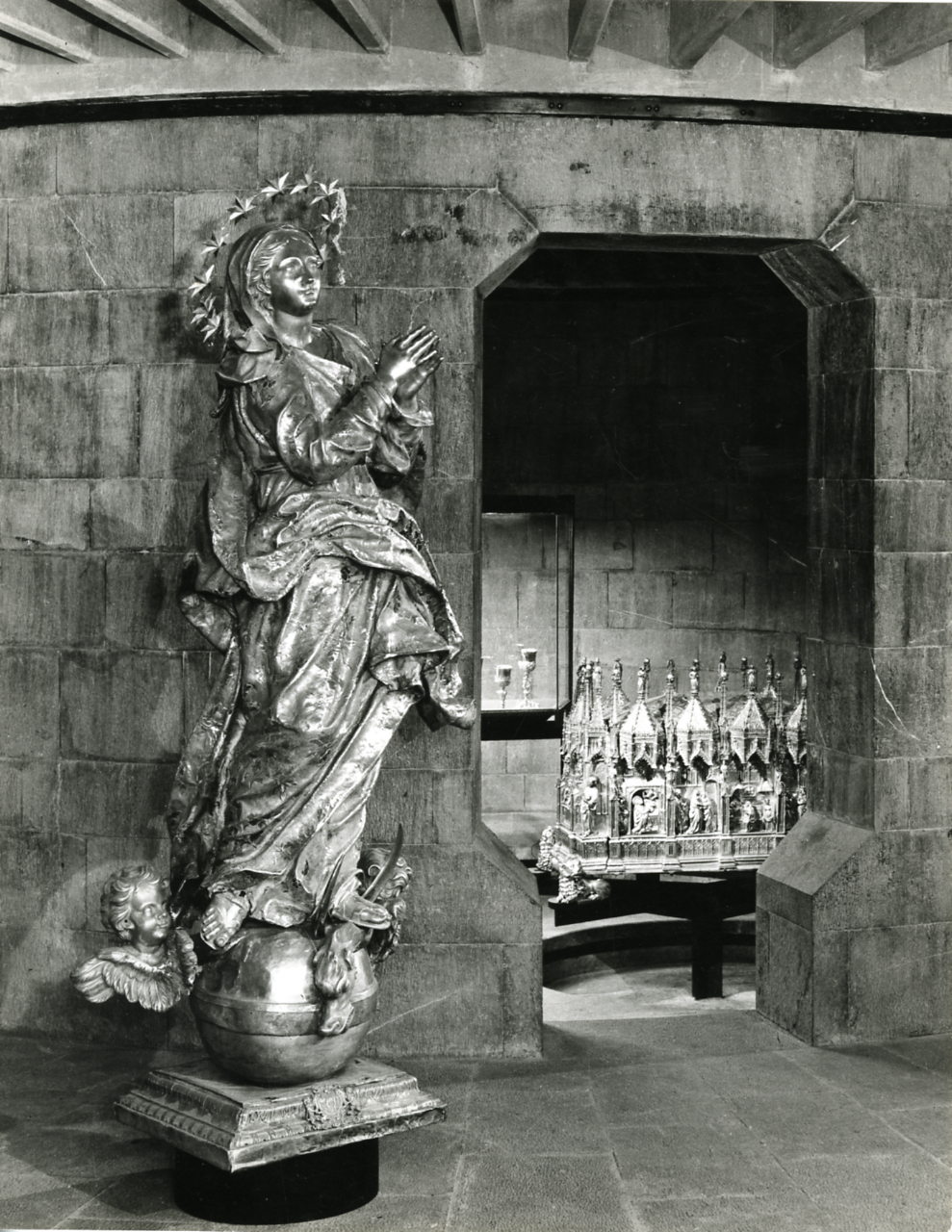
Statua dell' Immacolata, Museo del tesoro della cattedrale di San Lorenzo, Genova. Foto di Paolo Monti, 1963.

Oltre a quelle già citate tra le sue numerose opere si possono elencare:
A Genova:
- San Domenico scolpita per la chiesa omonima, oggi non più esistente, che sorgeva dove ora si trova il Teatro Carlo Felice. Attualmente la statua è conservata nella Chiesa di Santa Maria di Castello
- Madonna Immacolata, nel Museo del tesoro della cattedrale di San Lorenzo
- Statue delle Virtù, che fanno parte del monumento funebre di Santa Caterina Fieschi Adorno nella chiesa della Santissima Annunziata di Portoria (1738).
- Madonna e i santi Nazario e Celso nella Chiesa di San Marco al Molo (1735)
- busto di Eugenio Durazzo, palazzo Durazzo alla Meridiana[2]
- N. S. della Misericordia nella Chiesa di San Pancrazio (1728)
- Madonna Regina di Genova per la cappella di palazzo ducale (1729)
- Sant'Anna e la Vergine, sull'altare maggiore della chiesa di S. Anna (1755).
- Statue raffiguranti la Natività di Cristo, la Presentazione al Tempio, la Disputa coi Dottori, nella chiesa del SS. Nome di Maria dei Padri Scolopi.
- Statua di Maria Vergine, regina di Genova, nella Cappella Dogale del Palazzo Ducale di Genova
- Immacolata Concezione, nel Palazzo Lamba Doria a Genova
- Altare dell'Immacolata Concezione, Genova (già nel Palazzo Lamba Doria)[3]
- Cappella rococò all'interno della chiesa di San Francesco da Paola, ricoperta di marmi policromi (1755)

In altre località della Liguria:
- S. Nicolò in gloria nella Parrocchiale di S. Nicolò ad Albisola Superiore
- Altorilievo raffigurante Santa Caterina nella cappella privata della Villa Gavotti, sempre ad Albisola Superiore
- Statue raffiguranti San Pietro e San Paolo nella Basilica di Santa Maria Assunta (Camogli)
- Statue nelle chiese di S. Giovanni Battista e S. Giacomo di Rupinaro, a Chiavari
- Trionfo di angeli, nel Santuario di Nostra Signora del Ponte a Lavagna
- Altare maggiore nel santuario dell’Acquasanta presso Voltri (opera completata da Carlo Cacciatori).
- Assunzione della Vergine, nella Collegiata di Sant'Ambrogio a Varazze (1740)
- Altare e statua della Vergine con i cherubini nella chiesa di Santa Maria di Nazareth a Sestri Levante (1762).
- Madonna del Rosario e Crocifisso ligneo nella Chiesa di San Giovanni Battista (Pieve di Teco)